# Anton von Moro
Anton Moro (seit 1816 von Moro, seit 1819 Ritter von Moro) (* 19. Januar 1785 in Klagenfurt; † 2. Mai 1870 ebenda) war ein österreichischer Unternehmer und Politiker aus dem Adelsgeschlecht Moro.

## Leben
Moro war der Sohn des Tuchfabrikanten und Grundbesitzers Christof von (1816) Ritter von (1819) Moro (* 1743; † 10. April 1823) und dessen Ehefrau Josefa Foregger von Greifenthurn (* 5. Mai 1759; † 18. April 1817). Er war römisch-katholisch und heiratete am 25. Januar 1815 Cölestine von Herbert (2. Mai 1791; † 5. November 1838). Aus der Ehe gingen drei Töchter und ein Sohn hervor.
Moro war der Vater von Theodor von Moro, Bruder von Andreas von Moro und Thomas von Moro, Onkel von Max von Moro und Leopold von Moro, Schwiegervater von Johann (Ritter von) Burger und Großvater von Max Ritter von Burger.
Moro besuchte die Technische Hochschule Wien und war Leiter und Mitbesitzer der Tuchfabrik Gebrüder Moro in Viktring.

## Politik
Bei der Wahl zum Provisorischen Kärntner Landtag 1848 wurde er als stellvertretender Abgeordneter gewählt und war vom 17. Juli 1848 bis zum 4. März 1849 Stellvertreter von Karl von Lodron-Laterano.